# Desmond Lock

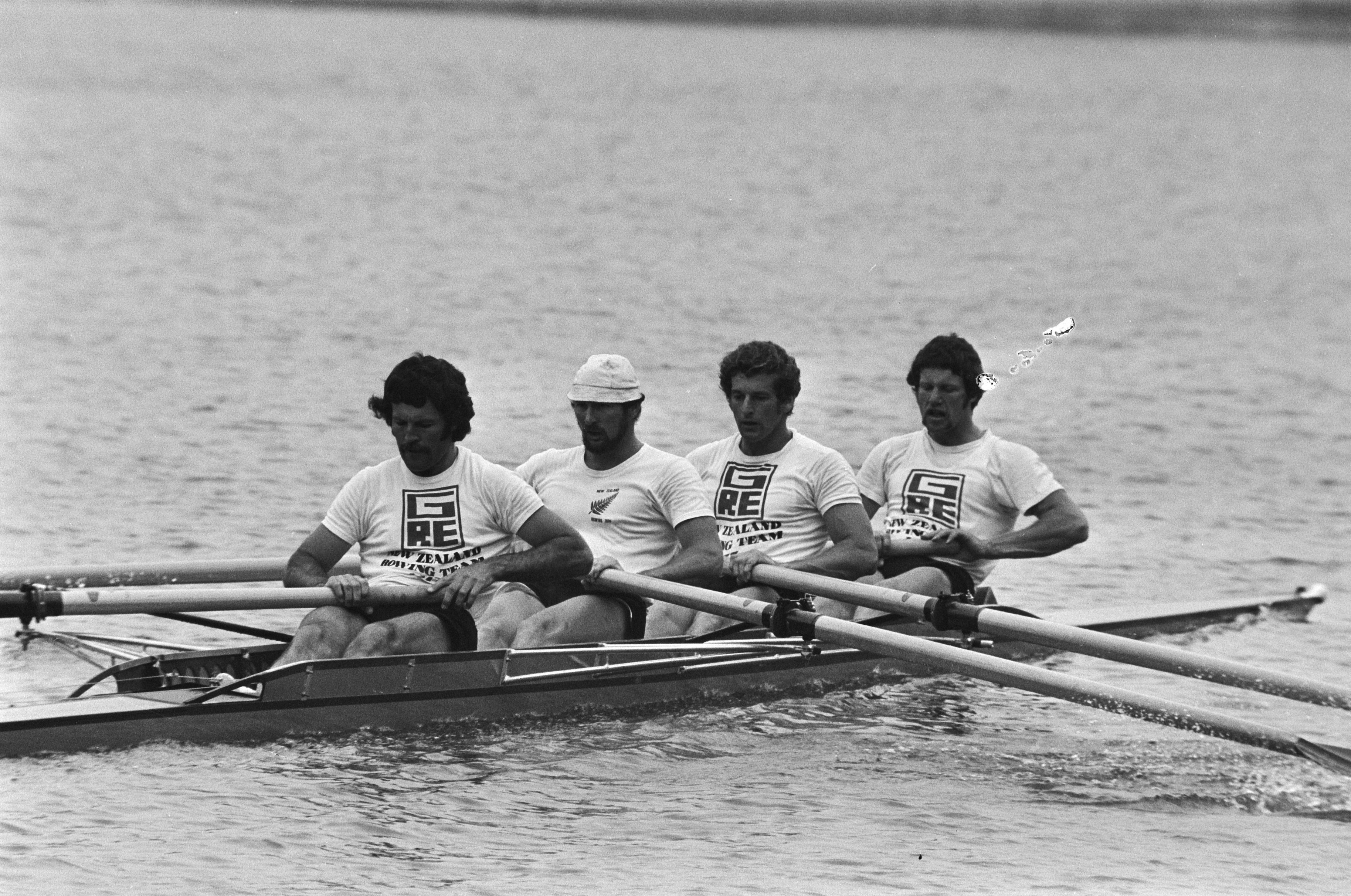
Von links nach rechts: Dave Rodger, Desmond Lock, Ivan Sutherland und David Lindstrom bei der WM 1977

Desmond „Des“ John Lock (* 2. Oktober 1949 in Ipoh, Malaysia) ist ein ehemaliger neuseeländischer Ruderer, der 1977 Weltmeisterschaftszweiter im Vierer ohne Steuermann wurde.

## Karriere
Bei den Olympischen Sommerspielen 1976 in Montreal ruderten im neuseeländischen Vierer ohne Steuermann Bob Murphy, Grant McAuley, Desmond Lock und David Lindstrom. Im Vorlauf belegte die Crew den dritten Platz hinter den Booten aus der DDR und aus der Sowjetunion. Mit einem dritten Platz im Halbfinale hinter den Booten aus der DDR und aus Kanada erreichten die Neuseeländer das Finale. Dort siegte das Boot aus der DDR vor den Norwegern und dem Boot aus der Sowjetunion. Mit 0,71 Sekunden Rückstand auf die Drittplatzierten belegten die Neuseeländer den vierten Platz.
Im Jahr darauf bildeten Dave Rodger, Desmond Lock, Ivan Sutherland und David Lindstrom den Vierer ohne Steuermann. Bei den Weltmeisterschaften in Amsterdam erkämpfte die Crew die Silbermedaille hinter dem Vierer aus der DDR. Alle vier Ruderer aus dem Vierer wechselten 1978 in den neuseeländischen Achter. Bei den Weltmeisterschaften 1978 auf dem Lake Karapiro gewannen die Neuseeländer vor heimischem Publikum die Bronzemedaille hinter den deutschen Booten aus der DDR und der BRD.